# 四信事件
四信事件（或稱四信案、彰化四信擠兌事件）是1995年發生於臺灣彰化縣的一起金融弊案，時任彰化第四信用合作社（簡稱「四信」）总经理葉傳水長期挪用存戶存款炒作股票，適逢台股大跌而嚴重虧損，葉傳水便試圖捲款潛逃。弊案爆發後發生大批擠兌潮，存戶提款金額高達30億，並最終由合作金庫接管同時概括承受。

## 時序
1995年7月，有限責任彰化縣彰化市第四信用合作社（簡稱「四信」）遭爆出總經理葉傳水長期挪用公款投入股市，但受到台股大跌而嚴重虧損，並在債主的還款壓力下虧空公款，案發後企圖逃逸，引發四信存戶恐慌而大量擠兌提款，光是一天內就被提領近20億元，提領總額保守估計約有30億元。
1995年7月31日下午，四信召開緊急社員大會，向臺灣省合作金庫融資100億元；合庫則將四信轉存的63億元全數提撥支應。四信人員並在查帳時發現，葉傳水自1992年起即以其子女作為人頭戶，累計向四信貸款高達11億元，而理監事全不知情。
1995年8月3日，由於四信弊案使得整個彰化地區陷入金融大恐慌，波及存戶對其他信用合作社的信心，光是3日一整天的擠兌轉存額度就高達200億元現金，逼得總統李登輝出面信心喊話；財政部和中央銀行官員緊急會商後，決定自8月4日起由合作金庫概括承受、恢復營業，臺灣銀行並全力支援。然而四信卻在當晚召開理監事會，決議不接受合庫接管。
1995年8月4日，合作金庫派出襄理等高層幹部執行接管，四信員工全面怠工並組成自救會，拒絕交付金庫密碼。在經過一日的會商後，四信員工終於在下午同意揚棄理事會決議，明日將照常上班，彰化四信正式更名為「合作金庫彰化營業支庫」（今合作金庫商業銀行彰營分行）；擠兌人潮也逐漸散去。
1995年8月7日凌晨，葉傳水在桃園縣被法務部調查局逮捕，他坦承前後共挪用公款達新臺幣28億元。
1996年8月20日，臺灣彰化地方法院判決葉傳水犯偽造有價證券等罪，判處有期徒刑11年。民事部分則在2006年1月10日判決確定，葉傳水及四信監事主席賴志騰等人應連帶賠償23億1,500萬元。